# 贝扎克
贝扎克（法語：Bézac，法語發音：[bezak]）是法国阿列日省的一个市镇，位于该省北部，属于帕米耶区。2023年1月1日，市镇圣阿芒并入贝扎克。

## 地理
贝扎克（43°8'48"N, 1°34'22"E）面积10.99 平方千米，位于法国奧克西塔尼大區阿列日省，该省份为法国西南部内陆省份，西部和北部与上加龙省接壤，东临奥德省，东南至东比利牛斯省接壤，南与安道尔和西班牙接壤。
与贝扎克接壤的市镇（或旧市镇、城区）包括：博纳克、帕米耶、埃斯科斯、安藏。

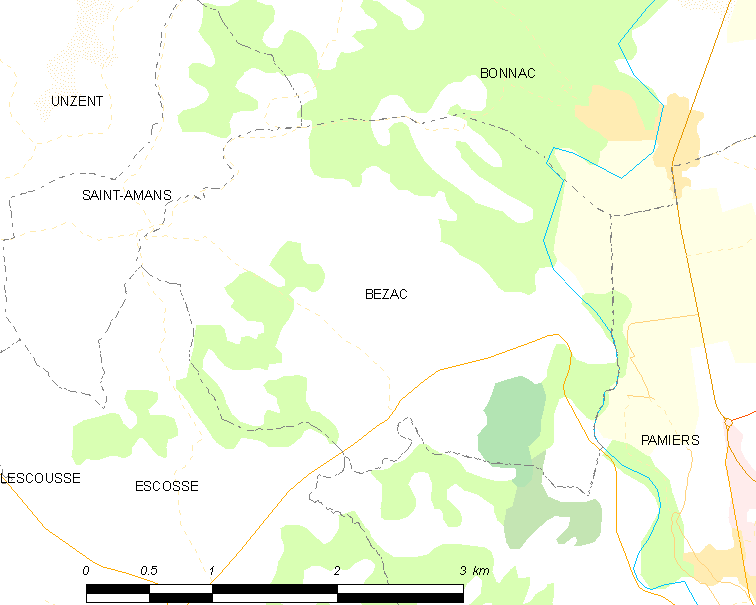
贝扎克的OSM定位图

贝扎克的时区为UTC+01:00、UTC+02:00（夏令时）。

## 行政
贝扎克的邮政编码为09100，INSEE市镇编码为09056。

## 政治
贝扎克所属的省级选区为帕米耶第一县。

## 人口

1962-2008年间贝扎克人口变化图示

贝扎克于2022年1月1日时的人口数量为476人。